# Erlangs första formel
Erlangs första formel är en formel som härleds från Erlang-fördelningen. Med hjälp av formeln kan kapaciteten hos en telefonlinje bestämmas. Formeln ger sannolikheten för {\displaystyle m} upptagna ledningar vid en godtycklig tidpunkt.
Formeln härleddes av Agner Krarup Erlang. Den bestämmer linjekapaciteten inom en given tidsperiod baserat på en känd samtalsvolym. Den förutsätter att uppringare som får en upptagetton inte ringer igen, vilket gör att den tenderar att underskatta det faktiska behovet av telefonlinjer. En annan modell leder till Erlangs andra formel.

## Definition
Om man antar att
- ankomstprocessen är en Poisson-process, det vill säga händelserna kommer från många deltagare som agerar självständigt och slumpmässigt

och att 
- blockering (samtalsförsök som misslyckas på grund av överbelastning) är förlorade, med andra ord att personen i fråga inte ringer igen

finns följande samband mellan blockeringssannolikhet (B), erbjuden trafik (A)  (trafik som kommer till systemet, mätt i Erlang) och antal tillgängliga linjer (N):
{\displaystyle {\mbox{Blockeringssannolikhet}}~B(N,A)={\frac {\frac {A^{N}}{N!}}{\sum \limits _{i=0}^{N}{\frac {A^{i}}{i!}}}}}

## Programmering
Den direkta beräkningen av Erlangs första formel i ett program blir snabbt resurskrävande, då många mellanresultat måste mellanlagras. Formeln kan dock enkelt programmeras med en slinga, där beräkningen avslutas i förtid så snart blockeringssannolikheten faller under ett definierat tröskelvärde.
```
Function ErlangB(N As Integer, A As Double) As Double
  Dim InvBlock As Double = 1
  Dim i As Integer
```

```
  For i = 0 To N
    InvBlock = i / A * InvBlock + 1
  Next i
  ErlangB = 1 / InvBlock
End Function
```